# مردی که آنجا نبود
مردی که آنجا نبود (به انگلیسی: The Man Who Wasn't There) فیلمی به کارگردانی، نویسندگی و تهیه‌کنندگی برادران کوئن محصول سال ۲۰۰۱ میلادی است. البته در تیراژ این فیلم نام کارگردان تنها جوئل کوئن ذکر شده است. این فیلم که به صورت سیاه و سفید می‌باشد در سال ۲۰۰۱ جایزهٔ بهترین کارگردانی جشنوارهٔ کن را برنده شد. همچنین جایزه بفتای بهترین فیلم‌برداری در سال ۲۰۰۲ را به خود اختصاص داد و در اسکار ۲۰۰۲ نیز نامزد همین جایزه شد. در مجموع بر اساس درگاه آی‌ام‌دی‌بی (Imdb) این فیلم مجموعاً نامزد ۳۲ جایزه در جشنواره‌های مختلف شده که ۲۰ جایزه را به خود اختصاص داده است.
در این فیلم بازیگرانی همچون بیلی باب تورنتون، فرانسیس مک‌دورمند، اسکارلت جوهانسون، مایکل بادالوکو، تونی شالهوب، جان پولیتو، جیمز گاندولفینی و ریچارد جنکینز به ایفای نقش می‌پردازند.